# 雅姬·德莱尼
雅姬·德莱尼（英語：Jacqui Delaney，1975年—），澳大利亚女子篮网球运动员。她曾代表澳大利亚国家队参加2002年英联邦运动会篮网球比赛，获得一枚金牌。